# Dilemma del volontario
In teoria dei giochi il dilemma del volontario modella una situazione in cui ognuno degli N giocatori si trova di fronte alla scelta di compiere o meno un piccolo sacrificio, dal quale tutti trarranno beneficio, oppure agire da Free Rider. 
Un esempio è lo scenario in cui l'elettricità viene a mancare per un intero isolato. Tutti i residenti sono a conoscenza del fatto che la compagnia elettrica risolverà il guasto se almeno una persona le notificherà il problema, pagando un piccolo costo. Se nessuno si offre volontario, il palazzo continuerà a rimanere senza elettricità (peggior risultato possibile per tutti); mentre se una persona si offre volontaria, le altre beneficeranno del ritorno dell'elettricità senza aver pagato alcun costo.

## Matrice dei payoff
La matrice dei payoff del gioco è la seguente:
|         | Almeno una persona coopera | Nessuna altra persona coopera |
| Coopera | 0                          | 0                             |
| Diserta | 1                          | -10                           |

Nel caso in cui il dilemma del volontario sia posto tra due soli giocatori, esso assume la forma del gioco del pollo.

## Esempi nella vita reale
La storia di Kitty Genovese è spesso usata come un classico esempio del dilemma del volontario. Genovese fu pugnalata a morte in un vicolo sul quale affacciavano diversi appartamenti residenziali, e nonostante diverse persone avessero sentito rumori riconducibili all'assalto, poche di esse contattarono la polizia. Si è supposto che la gente non sia intervenuta per non esser coinvolta nella controversia, pensando che altri avrebbero aiutato la ragazza.